# サルバドール・アグラ
サルヴァドール・ジョゼ・ミリャゼス・アグラ（ポルトガル語: Salvador José Milhazes Agra、1991年11月11日 - ）は、ポルトガル・ヴィラ・ド・コンデ出身のサッカー選手。ボアヴィスタFC所属。ポジションはフォワード（ウイング）。

## 経歴
2005年からヴァルジンSCのユースチームでキャリアをスタートさせ、2010年にトップチーム昇格した。2011年7月8日、SCオリャネンセに3年契約で移籍し、8月13日、スポルティングCP戦でデビューした。2012年1月、スペインのレアル・ベティスと契約を結び、シーズン終了後に移籍することとなった。2013年1月からはイタリアセリエAのACシエーナにレンタル移籍。
2015年7月28日、CDナシオナルに4年契約で移籍することが発表された。
2017年7月1日、ナシオナルの2部降格に伴い、SLベンフィカと3年契約を結んだ。
2019年、ポーランドのレギア・ワルシャワに2年半契約で移籍した。

## 代表歴
ポルトガル代表として各年代でプレーした。2016年に開催されたリオデジャネイロオリンピックでは、オーバーエイジ枠の一人として出場した。